# Хидаш, Фридьеш
Фридьеш Хидаш (венг. Hidas Frigyes; 25 мая 1928, Будапешт — 7 марта 2007, там же) — венгерский композитор.

## Биография
Окончил Музыкальную академию имени Ференца Листа (1951) у Яноша Вишки. В 1951—1966 гг. работал в будапештском Национальном театре. В 1974—1979 гг. возглавлял будапештский театр оперетты.
Плодовитый композитор, автор, главным образом, разного рода произведений для духовых инструментов: Хидашу принадлежат концерты и фантазии для гобоя, кларнета, флейты, саксофона, тромбона, тубы с оркестром, различные ансамбли для духовых. В поздние годы Хидаш написал также Реквием (1995), Te Deum (2000) и другие духовные сочинения.